# 유고 (이향후)
유고(劉固, ? ~ ?)는 전한 말기의 제후로, 양경왕의 아들이다.

## 생애
건소 원년(기원전 38년), 이향후(釐鄕侯)에 봉해졌다.
홍가 4년(기원전 17년), 천자에게 인수(印綬)를 반납하여 작위가 거두어졌다.

## 출전
- 반고, 《한서》 권15하 왕자후표 下

| 선대 (첫 봉건) | 전한의 이향후 기원전 38년 정월 ~ 기원전 17년 | 후대 (봉국 폐지) |